# Marcela Fernández Violante
Marcela Fernández Violante (Cidade de México, 9 de junho de 1941) é uma cineasta mexicana, primeira geração do Centro Universitário de Estudos Cinematográficos (CUEC) 1964, formada no CUEC em 1969 com especialidade em Roteiro e Direção. Estudou também Literatura Dramática na Faculdade de Filosofia e Letras da UNAM. Dirigiu diversos filmes como Frida Kahlo (1972) e De todos modos Juan te llamas (1974). Também é pesquisadora, crítica e palestrante. Marcela Fernández Violante ostenta a distinção pessoal de ter sido a única mulher que conseguiu sustentar uma carreira como cineasta num meio muito pouco propenso às experiências femininas.

## Carreira

### Filmografia
Seu primeiro trabalho, Azul (1967) 16 mm, em B/N, obteve a Deusa de Prata por Melhor Curta-Metragem de Ficção. Em 1968, começa a filmagem do longa-metragem Gayosso da descuentos, o qual interrompe devido ao estouro do conflito estudantil em 1968. Como estudante participa na filmagem do documentário O Grito do diretor Leobardo López Aretche, sobre os acontecimentos que culminam com a tragédia de Tlatelolco o 2 de outubro de 1968.
Em 1972 faz o documentário Frida Kahlo sobre a obra da pintora mexicana, sendo a primeira mulher a abordar o tema de Frida Kahlo, este documentário obtém uma Deusa de prata e um prêmio Ariel a Melhor Ópera Prima; ganha o prêmio de melhor curta-metragem no Festival de Cinema de Guadalajara, em 1973, da mesma forma, obtém o prêmio especial do júri no festival de Londres em 1974, e faz exibição no Museu Solomon R. Guggenheim de Nova York em 1974.
Em virtude do sucesso desse curta-metragem, no mesmo ano inicia a filmagem do filme De todos modos Juan te chamas, primeiro longa-metragem produzido pela UNAM, o qual aborda o tema da Guerra Cristera no Bajío mexicano no ano de 1927, e a consolidação do Partido Revolucionário Institucional como partido governante. Em virtude da política de liberdade de expressão no cinema, do então presidente Luis Echeverría, o filme pôde ser exibido comercialmente ainda que criticasse severamente a igreja católica e o Exército Mexicano. O filme chegou a participar da mostra do Festival de Cinema de Nova Iorque, em 1976, e do Festival de Havana em dezembro desse ano.
Na televisão, Marcela Fernández Violante toma lugar como produtora e apresentadora da série Espacio de la filmoteca (Espaço da Cinemateca), promovida pela Universidad Nacional Autónoma de México (UNAM,) transmitida desde 1974 a 1976, pelo canal 11 da televisão, série dedicada à crítica e apreciação cinematográfica.
No ano de 1977 filma seu segundo longa-metragem, Cananea, baseado na primeira greve que aconteceu no México no ano 1906 (Greve de Cananea), e a subsequente repressão de trabalhadores mexicanos pelos "rangers", assassinos de aluguel contratados no Arizona pelo dono da mina, o coronel Green. Cananea obtem o prêmio de melhor fotografia (Gabriel Figueroa) no Festival Internacional de Cinema de Karlovy Vary (Checoslováquia 1978), e participa do festival de cinema de Tashkent, na antiga URSS, em 1979.
Adapta a peça teatral Mistério no Estudo Q do dramaturgo Vicente Leñero, e em 1979 inicia a filmagem de Mistério, filme protagonizado por Helena Vermelho e Juan Ferrara, no qual aborda a loucura de um ator de telenovelas. Experimentando a forma, que joga com os planos da realidade/irrealidade em que se desenvolvem os protagonistas de uma telenovela. Mistério obteve 8 dos Prémio Ariel em 1981, e obteve o reconhecimento do júri no festival de cinema de Cattolica, Itália, em 1983.
No ano de 1981 incursiona no género infantil, com o filme No país dos pés ligeiros, obra que narra as aventuras de um menino branco ou "chavochi" na serra Tarahumara no Estado de Chihuahua, denunciando a exploração madeireira e a miséria dos índios Tarahumaras. O filme ganha na categoria de melhor filme infantil no Festival Internacional de Cinema de Berlim, em 1983.
Em 1982 realiza o curta documentário Matilde Landeta, sobre Matilde Landeta, pioneira do cinema nacional, tornando-se a primeira realizadora a projetar na tela a vida e obra da pioneira.
Em 1986 filma Nocturno amor que te vas filme produzido pela UNAM, o qual narra a tragédia dos mortos do Rio Tula, cuja personagem principal é interpretada pela atriz Patricia Reis Spíndola. Essa obra ganha o Prémio Ariel de melhor atuação feminina.
Em 1992 inicia a filmagem de Golpe de sorte, adaptação da obra de teatral Cómodas mensualidades de Luis Eduardo Reis, que narra as peripécias de um burocrata e sua família, que se vêem privados de seus trabalhos em virtude de um recorte orçamental ao estilo salinista. Tal filme não foi do agrado do sistema, motivo pelo qual não participou de nenhuma mostra nacional ou internacional de cinema.
No centenário da chegada do cinematógrafo, contribui com o episódio De cuerpo presente, como parte do filme Enredando sombras uma co-produção entre Espanha, México, Cuba e Argentina.
Em 2001 inicia a filmagem de Acosada, baseada no romance De piel de víbora de Patricia Ramirez, filme feminista protagonizado por Ana Colchero.

### Professora do CUEC
Estudou Literatura dramática na UNAM e coordenou, entre 1970 e 1971, o Cineclube Infantil da UNAM. A partir de 1974, incorpora-se ao CUEC (Centro universitário de estudos cinematográficos) como professora em tempo integral. É professora nas matérias roteiro e realização cinematográfica do CUEC; Em 1975, coordena a Oficina de Cinema da Casa do Lago e, de 1978 a 1982, é secretária técnica do CUEC, escola que chegou a ser diretora de 1984 a 1988.
Publicou uma série de artigos que versam a respeito do cinema e suas técnicas. Por exemplo, editou o volume La docencia y el fenómeno fílmico: memoria de los XXV años del CUEC, 1963-88 (1988), e ministrou oficinas livres sobre apreciação e análise cinematográfica em diferentes instituições.
Segundo o diário O Universal, em 1980 expulsou Alfonso Cuarón do CUEC, por considerar "pretencioso" seu documentário Vengeance is mine, exibido em Havana. No âmbito académico a cineasta também colaborou como palestrante nas universidades de Loyola em Nova Orleans, UCLA na Califórnia e NYU em Nova York, nos cursos de cinema dessas instituições.

### Outros trabalhos
Como júri internacional, Marcela Fernández Violante participou dos Festival de Havana, em 1980, Festival de Moscovo em 1981, Festival de Huelva, Espanha, em 1987 e, mais recentemente, do Festival de Mar Del Plataf, Argentina em 2005.
Atualmente é a Secretária Geral do Sindicato de Trabalhadores de Produção Cinematográfica da República Mexicana (STPC), é membra da Sociedade Geral de Escritores de México (SOGEM), e preside a Associação Cultural Matilde Landeta, que promove o Concurso Nacional de Roteiros de longa-metragem para autoras e adaptadoras de Cinema.

## Prêmios
- 1988 - Medalha Filmoteca outorgada por sua participação ativa na criação e difusão do cinema.

- 1998 - Reconhecimento especial por seus 25 anos de atividade acadêmica na UNAM.

- 2000 - Medalha de Prata ao Mérito do Director por seus 25 anos de atividade cinematográfica por parte da Sociedade Mexicana de Directores.

## Filmografía como diretora
- Azul (1967)
- La Pelota (curta-metragem de ficção)
- La Perse (curta-metragem de ficção)
- Gayoso dá descuentos (curta-metragem de ficção)
- Frida Kahlo (curta-metragem documental) 1972
- De todos modos Juan te llamas (1974)
- Cananea (1976)
- Mistério (1980)
- No país dos pés ligeiros (O menino Rarámuri) (1981)
- Matilde Landeta, pioneira do cinema nacional - Programa de televisão (1982)
- Nocturno amor que te vas (1987)
- Golpe de sorte (1992)
- Enredando sombras (episódio "De corpo presente", 1998)
- Acosada (2002)